# Porte de Genève
La porte de Nernier est une porte située à Yvoire, en France.

## Localisation
la porte est située dans le département français de la Haute-Savoie, sur la commune d'Yvoire.

## Description

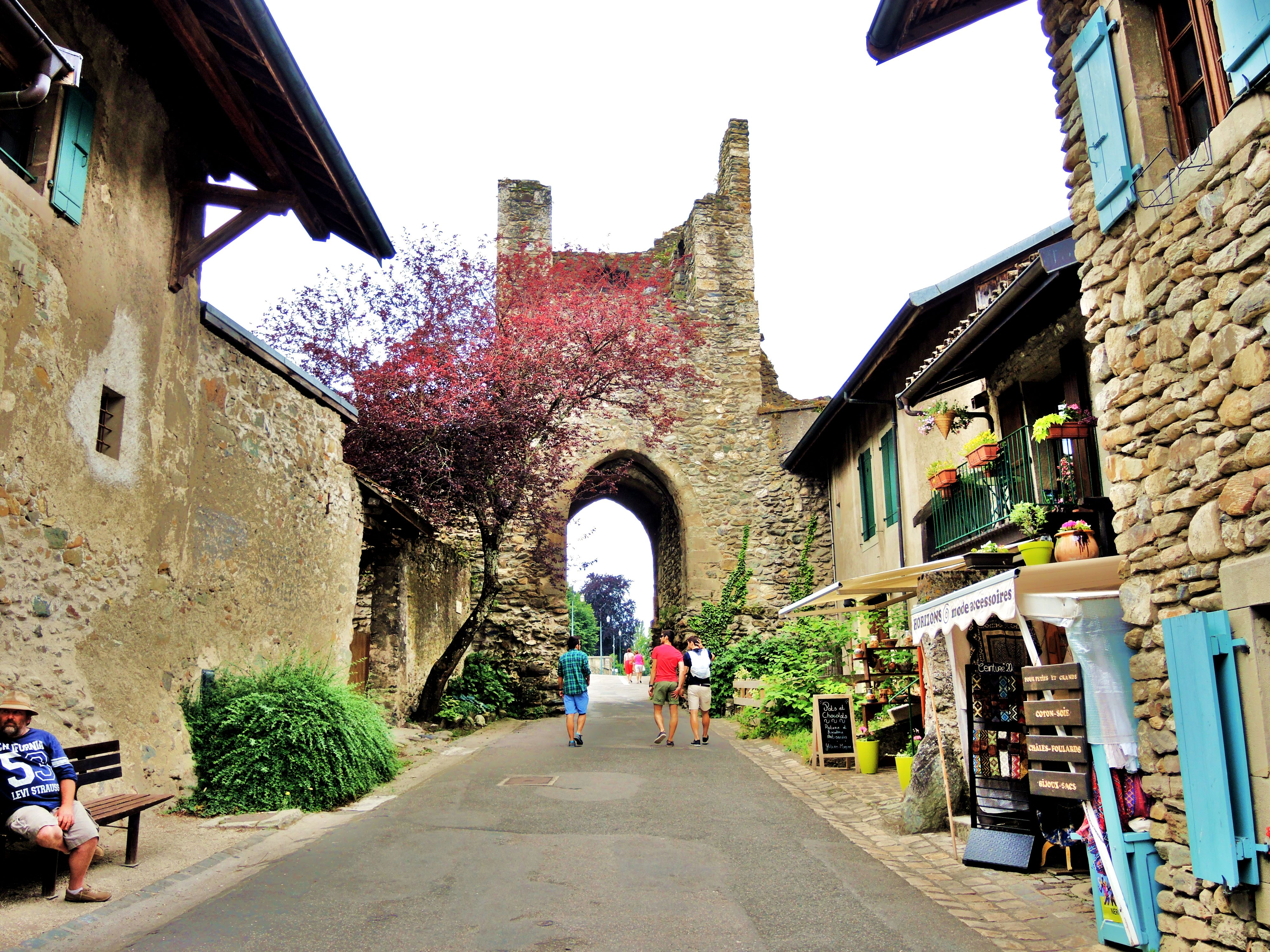
Porte de Nernier, vue de l'intérieur du bourg ancien.

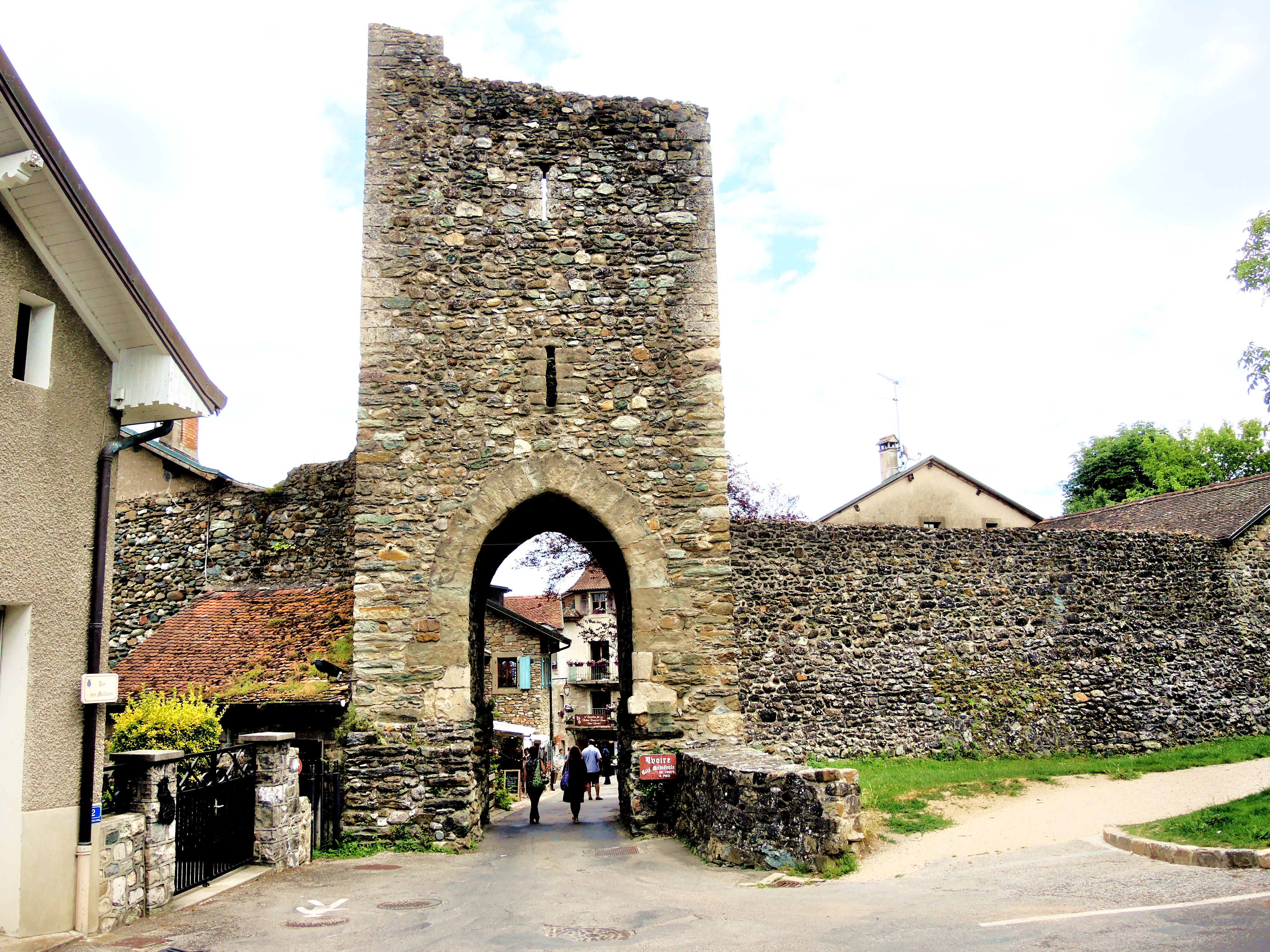
Porte de Nernier, vue de l'extérieur du bourg ancien.

## Historique
L'édifice est classé au titre des monuments historiques en 1943.